# Arigatō (Sekai no doko ni ite mo)
Arigatō (Sekai no doko ni ite mo) (「ありがとう」～世界のどこにいても～?) è un brano musicale della boy band giapponese Hey! Say! JUMP, pubblicato come loro quinto singolo il 15 dicembre 2010. Il singolo ha raggiunto la vetta della classifica Oricon dei singoli più venduti in Giappone ed ha venduto 188 555 copie.

## Tracce
Edizione regolare
1. Arigatō (Sekai no doko ni ite mo)
2. Fly
3. Snow Song
4. Futarikake no basho (The Two Seater)
5. Arigatō (Sekai no doko ni ite mo) (Instrumental)
6. Fly(Instrumental)
7. Snow Song (Instrumental)
8. Futarikake no basho/The Two Seater (Instrumental)

Edizione limitata
CD
1. Arigatō (Sekai no doko ni ite mo)

DVD
1. Arigatō (Sekai no doko ni ite mo) (PV)
2. Making of

## Classifiche
| Classifica (2012)                  | Posizione più alta |
| ---------------------------------- | ------------------ |
| Giappone (Oricon)                  | 1                  |
| Giappone (Billboard Japan Hot 100) | 1                  |